# Медведев, Леонид Георгиевич
Леонид Георгиевич Медведев (род. 21 июня 1948 года, с. Аман-Бухтер, Талды-Курганская область, КазССР, СССР) — советский и российский учёный-педагог и художник, академик РАО (2015).

## Биография
Родился 21 июня 1948 года в с. Аман-Бухтер, Талды-Курганской области Казахской ССР.
В 1970 году — окончил художественно-графического факультета Казахского государственного педагогического института имени Абая (г. Алма-Ата).
В 1988 году — защитил докторскую диссертацию, тема: «Пути формирования графического художественного образа на занятиях по академическому рисунку».
С 1993 года — работает в Омском государственном педагогическом университете, с 1998 года — председатель диссертационного совета при ОмГПУ.
С 1987 года — член Союза художников СССР, затем России.
Директор института искусств Омского государственного педагогического университета.
В 2015 году — избран академиком Российской академии образования, состоит в Отделении общего среднего образования.

## Научная и художественная деятельность
Работает в жанре портрета, лирического пейзажа.
Участник, лауреат, дипломант международных, всероссийских, региональных художественных выставок. Персональные выставки творческих работ проходили в Омске, Кургане, Нижневартовске, Семипалатинске.
Произведения находятся в Омском областном музее изобразительных искусств имени М. А. Врубеля, в Восточно-Казахстанском музее изобразительных искусств имени семьи Невзоровых, в Комитете по культуре г. Кургана, а также в частных собраниях.
Автор 68 научных работ, в том числе монографий, учебных пособий:
- «Эстетическое воспитание в процессе художественного образования», монография (Омск 2015);
- «Живопись. Гармония чувства, мысли, цвета», монография (СПб, 2009);
- «Академический рисунок в процессе художественного образования», монография (Омск, 2008);
- «Формирование графического художественного образа на занятиях по рисунку», учебное пособие для студентов (Москва, 1986) и др.

## Награды
- Заслуженный деятель искусств Российской Федерации (2007)[1]
- Нагрудный знак «За отличные успехи в работе» (1987)